# Vægtløs (film)
|  | Denne artikel er oprettet af botten PalnaBot ud fra en ekstern database. Den kan derfor have sproglige fejl eller mangler. Denne skabelon kan fjernes efter kontrol af indholdet. |

Vægtløs (originaltittel Vektløs) er en dansk/norsk film instrueret af Sigve Endresen.

## Handling
Kari Iveland er en kendt norsk sangerinde, men bag den solide karriere ligger et smertefuldt privatliv. Instruktøren følger som en flue-på-væggen Kari Ivelands arbejde med sin første soloplade »Vektløs«, hvis tekster giver indblik i den eksistentielle angst og uro, hun har følt gennem sit liv. Dette bliver uddybet i samtaler med Karis forældre og med lægen, som behandlede hende i en fase af hendes liv, hvor hun holdt op med at spise. Som barn af to missionærer, der arbejdede på at forbedre verden, blev hun paradoksalt nok selv et offer. Historien om Kari Iveland er en universel historie om en ung kvinde, der bevæger sig fra ønsket om at dø til at sætte pris på livet.